# Таврин (узурпатор)
Таврин (полная форма имени неизвестна) — римский император-узурпатор между 222 и 235 годами. Очень мало известно об этом правителе. Он восстал в правление Александра Севера или Гелиогабала, но вскоре покончил жизнь самоубийством. В Эпитомах о Таврине написано:

«Таврин, объявивший себя августом, из страха бросился в реку Евфрат.»

Есть утверждения, что Таврин не был узурпатором, а был Ураний Антонин, который как раз и восстал. Различия в именах возникли, вероятно, из-за путаницы.